# Paris–Roubaix 1994

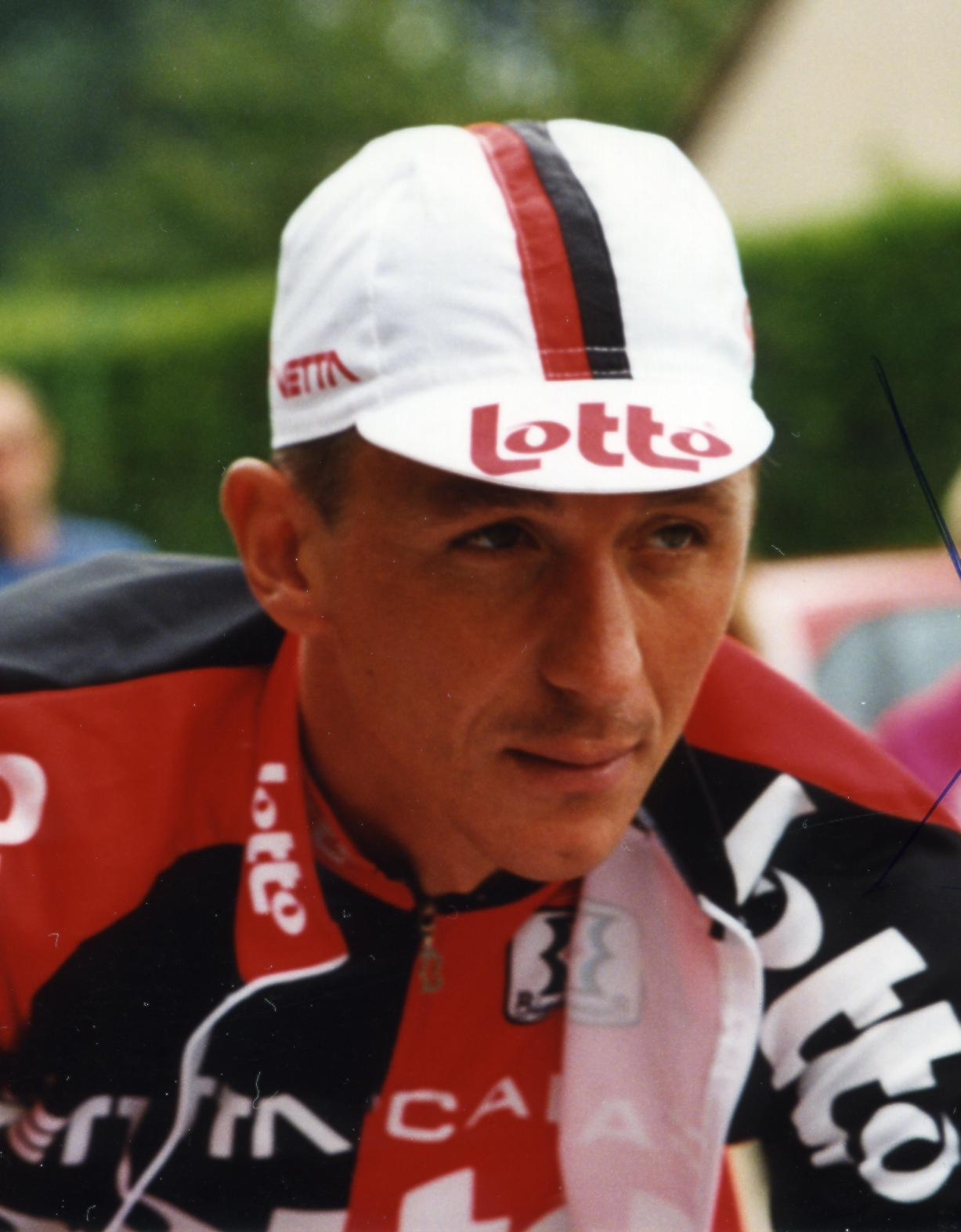
Andreï Tchmil

Das Eintagesrennen Paris–Roubaix 1994 war die 92. Austragung des Radsportklassikers und fand am Sonntag, den 10. April 1994, statt.
Das Rennen führte von Compiègne, rund 80 Kilometer nördlich von Paris, nach Roubaix, wo es im Vélodrome André-Pétrieux endete. Die gesamte Strecke war 270 Kilometer lang. Es starteten 191 Fahrer, von denen sich 48 platzieren konnten. Der Sieger Andreï Tchmil absolvierte das Rennen mit einer Durchschnittsgeschwindigkeit von 36,160 km/h.
An den Tagen vor dem Rennen hatte es heftig geregnet, am Vortag regnete und schneite es, und es wehte ein heftiger und kalter Wind. Am Renntag selbst war es stark windig und es schneite aus schwarzen Wolken. Am Start waren es drei Grad Celsius, jedoch ließen Regen und Schnee nach. Rund 20 Kilometer nach der Trouée d’Arenberg wurde das Rennen von einer Gruppe, die aus Tschmil, Nico Verhoeven, Johan Museeuw, Adrie van der Poel, Franco Ballerini und Bruno Boscardin bestand, angeführt. Tschmil attackierte, und schnell tat sich hinter ihm eine Lücke auf. Auf den letzten 60 Kilometern fuhr er solo und gewann, obwohl er von einer engagierten Verfolgergruppe um Museeuw und Gilbert Duclos-Lassalle gejagt wurde. Er war damit der erste gebürtige Russe, der Paris–Roubaix für sich entschied; zum Zeitpunkt seines Sieges besaß er allerdings die moldawische Staatsbürgerschaft.